# ادهیکارچاور
ادهیکارچاور (به لاتین: Adhikarichaur) در نپال است که در dhawalagiri zone واقع شده‌است.

## خصوصیات
ادهیکارچاور ۵٬۵۳۹ نفر جمعیت دارد.